# Solana (plataforma de blockchain)
Solana é uma plataforma de blockchain de alto desempenho projetada para suportar aplicativos descentralizados. Possui sua própria criptomoeda nativa chamada SOL, que é usada para pagar as taxas de transação e participar do processo de governança da rede.
A rede Solana utiliza um mecanismo de consenso chamado Proof of History (Prova de Histórico) juntamente com o mecanismo Proof of Stake (Prova de Participação) para garantir a segurança e a confiabilidade das transações. O Proof of History permite que a rede Solana tenha uma sequência de eventos ordenados cronologicamente, melhorando a eficiência e a velocidade das transações.

## História
A Solana foi criada em 2017 por Anatoly Yakovenko, um ex-engenheiro da multinacional Qualcomm. Yakovenko se juntou a seus colegas Greg Fitzgerald e Eric Williams para lançar a Solana, para resolver o seguinte desafio: construir um sistema que pudesse processar mensagens, assinaturas criptográficas e verificações, e retransmiti-las para o mundo o mais rápido possível. Em 2021, a jornalista da Bloomberg, Joanna Ossinger, descreveu a Solana como a como grande concorrente do Ethereum.
Em 16 de dezembro de 2021 a ex-primeira dama dos EUA, Melania Trump, lançou sua própria plataforma NFT executada na blockchain Solana aceitando criptomoedas SOL e pagamentos com cartão de crédito. Melania disse em um comunicado à época que "uma parte dos lucros" de sua coleção de NFTs seria investida em orfanatos.
Em janeiro de 2022, o Bank of America disse que a Solana poderia ultrapassar a Ethereum e “tornar-se a Visa” do mundo cripto. Alkesh Shah, estrategista global de cripto e ativos digitais da instituição financeira, disse em uma nota que a "Solana poderá se tornar a Visa do ecossistema de ativos digitais”.
Em fevereiro de 2022, o Crypto Carbon Ratings Institute (CCRI), uma startup de pesquisa focada no impacto ambiental das criptomoedas, divulgou um relatório apontando que a Solana é a blockchain que gasta menos energia por transação. De acordo com as descobertas do CCRI, a Solana consumiu 0,166 watt-hora (Wh) de eletricidade por transação dentro do estudo, tornando-se o protocolo PoS mais eficiente em termos de energia usada por transação entre as seis redes analisadas. O CCRI analisou especificamente redes PoS, incluindo Cardano, Solana, Polkadot, Avalanche, Algorand e Tezos.
Em 2024, a Solana foi a blockchain que mais atraiu programadores, segundo a edição de 2024 do estudo anual da Eletric Capital, firma de investimentos que analisa o mercado de desenvolvedores no setor cripto. Segundo o levantamento, 7.625, entre 39.148 novos desenvolvedores, em 2024, usaram a Solana como sua primeira blockchain. Enquanto isso, 6.456 recorreram à Ethereum neste ano.
Em dezembro de 2024, Max Resnick, um pesquisador-chave de Ethereum, mudou-se para a Solana, citando frustrações com as estratégias de escalabilidade da Ethereum e elogiando o foco da Solana na camada base. A notícia, revelada em um post no X em 9 de dezembro, destaca o crescente descontentamento de Resnick com a estratégia de escalabilidade layer-2 do Ethereum. Em vez disso, Resnick elogiou a abordagem de escalabilidade na camada base da Solana como o “futuro da inovação blockchain.”

## Parcerias
Em novembro de 2021, o navegador Brave fez parceria com a Solana a fim de impulsionar a usabilidade dos DApps. Esta parceria permite ao Brave proporcionar suporte específico ao ecossistema da Solana para todos seus usuários. O navegador web oferecerá uma carteira Solana incorporada nos seus navegadores, tanto móvel quanto para desktop.
Em março de 2022, a desenvolvedora do jogo PlayerUnknown’s Battlegrounds (PUBG) fechou parceria com a Solana para lançar NFTs. O acordo previa o desenvolvimento e a operação de jogos e serviços baseados em blockchain e poderia levar os tokens não fungíveis (NFTs) para o popular jogo. “A Krafton verá continuamente maneiras de trabalhar em estreita colaboração com empresas de blockchain como a Solana Labs enquanto trabalhamos para estabelecer nosso ecossistema Web 3”, disse HyungChul Park, líder da divisão de Web 3 da Krafton.
Em junho de 2022, a Solana anunciou o Saga, um telefone desenvolvido através de uma parceria com a Osom. O modelo contaria com um recurso exclusivo que poderia despertar interesse para pessoas ligadas ao universo das criptomoedas, Web3 e NFTs: o suporte para aplicativos descentralizados que dependem da blockchain da Solana. Empresas do ramo, como o mercado de NFT Magic Eden, a fabricante de carteiras Solana Phantom e a exchange de criptomoedas Orca assinaram contrato para apoiar o software.
Em novembro de 2022, o Google Cloud anunciou que vai levar o Blockchain Node Engine para a Solana. A ideia da empresa seria facilitar o lançamento de um nó na Solana em nuvem por qualquer pessoa. Além disso, o Google Cloud comunicou estar indexando os dados da rede Solana e os levará para o BigQuery. De acordo com a empresa, o objetivo é “facilitar o acesso do ecossistema de desenvolvedores da Solana a dados históricos”.
Em setembro de 2023, a Visa anunciou que iria utilizar a blockchain da Solana para pagar comerciantes em criptomoedas através da blockchain Solana para empresas. A gigante dos pagamentos deve enviar a stablecoin USDC para empresas selecionadas.
Em outubro de 2023, a Solana tornou-se parceira do ecossistema do Dubai Multi Commodities Centre (DMCC), uma das zonas econômicas livres dos Emirados Árabes Unidos. A Solana utilizará sua infraestrutura em blockchain para fornecer suporte técnico e de desenvolvimento de negócios a qualquer membro do Centro de Criptomoedas do DMCC.
Em maio de 2024, a Paypal fechou parceria com a blockchain da Solana. A PayPal anuncinou o lançamento da sua stablecoin na Solana, com o objetivo de oferecer aos seus detentores de tokens transações mais rápidas e baratas. Isso significa que os usuários do Solana podem usar o PYUSD para fazer transações internacionais, como envio de dinheiro para outros países, e várias outras transações.
Em agosto de 2024, a Solana anunciou parceria com a fintech brasileira Genezys para levar blockchain a fundos de investimento. A união busca construir uma infraestrutura moderna para o mercado de gestão de ativos e patrimônio e ajudar os gestores, administradores, custodiantes e outros prestadores de serviços a reduzirem custos e serem mais eficientes em suas operações, beneficiando investidores com melhores serviços e oportunidades de investimento.

## Tecnologia
A principal inovação da Solana é o Proof of History (PoH), um mecanismo de consenso que cria uma sequência de tempo verificável e imutável para as transações. O PoH funciona como um "relógio criptográfico", organizando as transações de forma cronológica antes mesmo de serem validadas, o que reduz significativamente o tempo necessário para a confirmação.
O Proof of Stake (PoS) complementa o PoH, sendo usado para a validação dos blocos e a segurança da rede. Os validadores deixam tokens SOL em stake para participar do processo de consenso e garantir a integridade das informações. Com o PoH organizando o tempo e o PoS garantindo a validação, a rede consegue atingir velocidades extremamente altas.
A Solana usa diversas otimizações tecnológicas. Tower BFT: uma tolerância a falhas bizantina prática otimizada para PoH. Em resumo a torre BFT é um algoritmo que usa o PoH como relógio criptográfico para ajudá-lo a chegar a um consenso sem ter que enviar um fluxo de comunicação entre os nós. O Sealevel permite a execução paralela de contratos inteligentes, aproveitando ao máximo o hardware moderno para processar milhares de transações simultaneamente. O Turbine é um protocolo de propagação de blocos que divide os dados em pacotes menores e os distribui de forma eficiente, acelerando a transmissão pela rede. O Cloudbreak é o sistema de banco de dados escalável da Solana, projetado para leitura e escrita simultânea em um grande volume de dados. Já o Pipelining organiza as etapas do processamento das transações, garantindo que diferentes partes do hardware trabalhem em conjunto sem gargalos. Por fim, os Archivers são responsáveis por armazenar dados históricos da blockchain de forma descentralizada. Isso permite que a Solana mantenha seu histórico de forma eficiente, distribuindo as informações entre participantes da rede que não precisam desempenhar funções de validação.

## Interrupções na rede
A Solana sofreu várias interrupções notáveis no serviço, com a última parada sendo em fevereiro de 2024.
- Em 14 de setembro de 2021, a blockchain Solana ficou offline após um aumento no volume de transações causar um fork na rede, fazendo com que validadores tivessem diferentes visões do estado da rede. A rede foi restabelecida no dia seguinte, em 15 de setembro de 2021. A queda durou um total de cerca de 17 horas.[25]

- Em 1º de maio de 2022, com a interrupção durando aproximadamente sete horas devido à ação de bots que tiraram a rede do ar.[26]

- Em 1º de junho de 2022, a blockchain sofreu outra queda devido a um bug no processamento de transações offline. Essa interrupção durou cerca de quatro horas e meia.[27]

- Em 1º de outubro de 2022, a rede Solana ficou fora do ar por seis horas devido a um bug no consenso do cliente validador, que permitiu que um nó mal configurado publicasse múltiplos blocos válidos, porém diferentes.[28]
- Em 6 fevereiro de 2024, a rede sofreu uma nova paralização. Conforme relatado por usuários e desenvolvedores, “um problema técnico” interrompeu o processamento de novos blocos, causando uma “degradação de desempenho” que paralisou a progressão de blocos na rede da Solana por cerca de 40 minutos.[29]